# 圣日耳曼莱帕鲁瓦斯
圣日耳曼-莱帕鲁瓦斯（法語：Saint-Germain-les-Paroisses，法語發音：[sɛ̃ ʒɛʁmɛ̃ le paʁwas]）是法国东部安省的一个市镇，属于贝莱区。

## 地理
圣日耳曼-莱帕鲁瓦斯（45°46'25"N, 5°37'5"E）面积16.27 平方千米，位于法国奥弗涅-罗讷-阿尔卑斯大区安省，该省份为法国东部省份，北起汝拉省，西北接索恩-卢瓦尔省，西接罗讷省和里昂大都会，南至伊泽尔省，东与萨瓦省、上萨瓦省和瑞士接壤。
与圣日耳曼-莱帕鲁瓦斯接壤的市镇（或旧市镇、城区）包括：昂布莱翁、昂代尔和孔东、科洛米约、孔特勒沃、伊尼蒙、比热地区阿尔布瓦。
圣日耳曼-莱帕鲁瓦斯的时区为UTC+01:00、UTC+02:00（夏令时）。

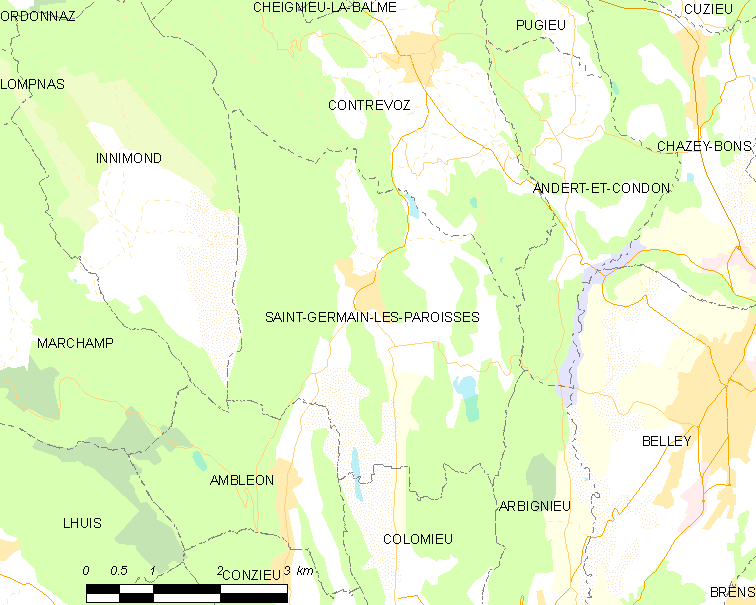
圣日耳曼-莱帕鲁瓦斯的OSM定位图

## 行政
圣日耳曼-莱帕鲁瓦斯的邮政编码为01300，INSEE市镇编码为01358。

## 政治
圣日耳曼-莱帕鲁瓦斯所属的省级选区为贝莱县。

## 人口

1962-2008年间圣日耳曼-莱帕鲁瓦斯人口变化图示

圣日耳曼-莱帕鲁瓦斯于2022年1月1日时的人口数量为423人。